# Медвежьи острова
Медве́жьи острова́ (якут. Эһэлээх арыылар) — архипелаг в Восточно-Сибирском море Северного Ледовитого океана, состоящий из шести островов: Крестовский, Леонтьева, Четырёхстолбовой, Пушкарёва, Лысова и Андреева. Общая площадь архипелага составляет около 60 км². По итогам многочисленных экспедиций на островах были обнаружены останки древнеэскимосских жилищ, однако в настоящее время постоянного населения на архипелаге нет.
В административном плане острова относятся к Нижнеколымскому улусу Якутии. В 2020 году на территории архипелага, а также сопредельной с ним части материковой суши создан государственный природный заповедник «Медвежьи острова».
В XVII—XVIII веках архипелаг посещали русские мореходы, а начиная со второй половины XVIII века он стал местом для экспедиций. В 1933 году на Четырёхстолбовом была построена советская полярная станция. Сотрудники станции А. М. Сырчин и Н. В. Андреев в конце 1940-х — начале 1950-х обнаружили на острове артефакты древнеэскимосских культур. После этого более поздние экспедиции обнаружили на острове жилища и другие артефакты.

## Физико-географическая характеристика

### География
Архипелаг расположен в Восточно-Сибирском море у центральной части его побережья. Административно относится к Нижнеколымскому улусу Якутии. Состоит из шести островов: Крестовский, Леонтьева, Четырёхстолбовой (площадь острова составляет 18 км²), Пушкарёва, Лысова и Андреева. Крестовский и Четырёхстолбовой отделены от остальных островов архипелага проливами Мелехова и Восточный соответственно. Медвежьи острова отделены от материка Колымским проливом, минимальная ширина которого составляет 35 км. Протяжённость архипелага с юга на север — около 50 км, с запада на восток — около 80 км. Общая площадь островов составляет около 60 км². Крупнейшим из них является Крестовский, расположенный в юго-западной части архипелага, ближе других островов к материку.
Наивысшая точка архипелага — гора Шапка (273 метра), расположенная на Крестовском. На Медвежьих островах преобладают арктические пустыни и тундры, каменистые россыпи. Для островов архипелага характерны скалистые берега, реже встречаются заболоченные низменные. Местами к ним регулярно прибивает выкидные леса. Ледяной припай сохраняется от 1 до 3 месяцев. На острове Четырёхстолбовой имеется гора и два кигиляха. На Крестовском расположены две горы, в южной части протекает ручей. В северной части Пушкарёва также протекает ручей, в северной части Леонтьева — река. В геологическом строении островов участвуют гранитные и гранит-порфировые породы. Преобладают глинистые и гранитные сланцы. В некоторых местах залегают подземные льды. В низинах островов преобладают глееватые, тундровые гумусовые и трещинно-нанополигональные почвы. Почвы архипелага относятся к Таймыро-Новосибирской зоне.

### Климат
Климат морской полярный. Многолетняя мерзлота, мощность который достигает несколько сотен метров, полностью покрывает архипелаг. Оттаивание грунтов в летний период варьируется от 0,3—0,7 до 1 метра. Снежный покров сформировывается в сентябре—октябре, тает в июле. Среднегодовая длительность стояния составляет 250 дней, высота — около 25 см. Безморозного периода нет. В любое время вегетационного периода, длящегося не более 50—70 дней, характерны ночные заморозки.  

В январе средняя скорость ветра составляет 7—8 м/c, в июле — 6—7 м/с. Среднегодовой температурный максимум — −11,7 °C, минимум — −15,6 °C. 
| Показатель                                                                          | Янв.  | Фев.  | Март  | Апр.  | Май   | Июнь  | Июль | Авг. | Сен. | Окт.  | Нояб. | Дек.  | Год   |
| ----------------------------------------------------------------------------------- | ----- | ----- | ----- | ----- | ----- | ----- | ---- | ---- | ---- | ----- | ----- | ----- | ----- |
| Абсолютный максимум, °C                                                             | −7,8  | −6,7  | −6,1  | 3,9   | 10,0  | 17,8  | 21,7 | 18,3 | 10,0 | 7,8   | 0,0   | −2,2  | 21,7  |
| Средний суточный максимум, °C                                                       | −25,6 | −26,7 | −23,9 | −16,7 | −5    | 2,2   | 4,4  | 3,9  | 0,6  | −7,8  | −17,8 | −24,4 | −11,7 |
| Средняя температура, °C                                                             | −27,2 | −28,3 | −25,6 | −18,3 | −7,2  | 0,6   | 2,8  | 2,2  | −0,6 | −8,9  | −19,4 | −26,1 | −13,3 |
| Средний суточный минимум, °C                                                        | −30,6 | −31,1 | −28,3 | −21,7 | −9,4  | −1,1  | 1,1  | 1,1  | −1,7 | −11,1 | −22,2 | −28,9 | −15,6 |
| Абсолютный минимум, °C                                                              | −43,9 | −46,1 | −41,1 | −36,1 | −23,3 | −11,1 | −7,2 | −4,4 | −10  | −27,2 | −37,8 | −42,2 | −46,1 |
| Норма осадков, мм                                                                   | 3     | 3     | 3     | 3     | 5     | 13    | 20   | 20   | 13   | 8     | 3     | 5     | 97    |
| Источник: weatherbase (англ.). www.weatherbase.com. Дата обращения: 15 ноября 2022. |       |       |       |       |       |       |      |      |      |       |       |       |       |

## Флора и фауна
Постоянные популяции на Медвежьих островах образуют только два вида млекопитающих: северные олени и мыши. По льду на архипелаг с материка заходят волки, лисицы и белые медведи. На Крестовском, Четырёхстолбовом, Пушкарёва и Леонтьева белые медведи устраивают родовые берлоги.
Флора архипелага представлена Aulacomnium turgidum, Braya purpurascens, Cetraria cucullata, Draba groenlandica, Hylocomnium splendens, дриадой точечной, ивой полярной, осокой прямостоячей, паррией голостебельной, пушицей узколистной и многие другие виды. По итогам исследования флоры сосудистых растений, проведённого Т. М. Заславской и Т. В. Плиевой с 28 июля по 12 августа 1980 года, на Четырёхстолбовом было обнаружено 112 видов и подвидов сосудистых растений, из которых обильно распространены были маки, Leymus interior и Potentilla hyparctica. На других островах архипелага было обнаружено не меньше 50 видов, не встречающихся на Четырёхстолбовом.
Территория и акватория Медвежьих островов входят в состав государственного природного заповедника «Медвежьи острова», учреждённого 30 июня 2020 года — наряду с участком материковой территории на побережье Колымского пролива. На создание заповедника повлиял тот факт, что на участке от Таймыра до острова Врангеля самая большая концентрация родовых берлог белого медведя находится именно на Медвежьих островах.

## История
Острова посещались русскими мореходами по крайней мере с середины XVII века. Первый достоверно известный такой случай относится к 1655 году: остров Крестовский посетил мореход и купец Яков Васильев Вятка. Летом 1669 года на этом же острове высаживался якутский казак Никифор Малгин. В 1710 году архипелаг посетил другой казак — Яков Пермяков, плывший из Лены в Колыму по Северному Ледовитому океану. Весной 1720 года острова посетил Иван Вилегин. В ноябре 1721 года острова посетил боярский сын Фёдор Амосов. 3 августа 1740 года на Крестовском высадился полярный исследователь Д. Я. Лаптев, который назвал этот остров именем святого Антония. В июле 1761 года между островами экспедиция Н. П. Шалаурова укрывалась ото льдов. Сам Шалауров не составил описания островов, но некоторых из них нанёс на карту.
Первые систематические исследования архипелага были проведены в 1760-х — начале 1770-х годов под руководством Ф. Х. Плениснера, занимавшего в тот период последовательно должности командира Анадырского острога и начальника Охотско-Камчатского края. Он присвоил островам их современное название — Медвежьи. Первая из снаряжённых Плениснером партий под началом сержанта Степана Андреева объехала острова в 1763—1764 годах на собачьих упряжках. Эта экспедиция вошла в историю не столько первым описанием Медвежьих островов, сколько якобы обнаруженным ею к востоку от этого архипелага крупным островом-призраком, впоследствии названным Землёй Андреева.
С 1769 по 1771 год архипелаг обследовала группа прапорщиков-геодезистов в составе Ивана Леонтьева, Ивана Лысова и Алексея Пушкарёва, направленная в этот район Плениснером с целью выхода к северо-восточному побережью Американского континента. Геодезисты не смогли достичь Аляски, однако их работы на Медвежьих островах оказались весьма результативными: значительная часть архипелага была картографирована. На островах Крестовском, Андреева, Пушкарёва и Леонтьева в ходе этой экспедиции были обнаружены остатки человеческих жилищ.
Следующее основательное исследование островов было проведено в 1821—1823 годах экспедицией под руководством Ф. П. Врангеля. Усилиями топографа экспедиции П. Т. Козьмина были существенно уточнены физико-географические параметры этих территорий. Обнаружив на одном из островов четыре кигиляха, Врангель дал ему соответствующее название — Четырёхстолбовой. Таким образом, к концу первой четверти XIX века и сам архипелаг, и все составляющие его шесть островов получили современные наименования.
В апреле 1870 года острова описал К. К. Нейман, участник Чукотской экспедиции. 3 сентября 1878 года в ходе своей арктической экспедиции, проторившей Северный морской путь и впервые обошедшей весь Евразийский континент, островов достиг Адольф Эрик Норденшельд на пароходе «Вега».
В 1912 году Медвежьи острова были исследованы в рамках Гидрографической экспедиции Северного Ледовитого океана 1910—1915 годов на ледоколах «Таймыр» и «Вайгач». 17 июля ледоколы остановились у южного берега Четырёхстолбового, простояв там до 19 июля. Во время стоянки на острове были проведены магнитные и геологические наблюдения и определён астрономический пункт. Помимо этого на Четырёхстолбовом и Крестовском были обнаружены свидетельства присутствия людей: остатки юрт, полусгнившие лыжи, кусок выделанной оленьей шкуры и фрагмент ножа. Затем ледоколы обошли все острова, специалисты экспедиции составили их подробное описание, провели замеры прибрежных глубин и определили астрономический пункт у южного берега Крестовского.
В 1933 году на Четырёхстолбовом была создана постоянно действующая советская полярная станция «Остров Четырёхстолбовой», которая без перерывов функционировала до 1995 года. В 1933—1934 годах полярник-метеоролог И. Е. Воробьёв провёл на Четырёхстолбовом географические и биологические исследования. В 1935 голу геолог С. В. Обручев исследовал остров и обнаружил на нём уже не четыре — как то было при Ф. П. Врангеле, а лишь три кигиляха высотой более 15 метров. Позднее — в 1948—1949 годах и в 1953 году, соответственно — сотрудники станции на Четырёхстолбовом А. М. Сырчин и Н. В. Андреев провели раскопки некоторых жилищ, обнаруженных на острове. По итогам раскопок были вывезены и переданы специалистам разнообразные археологические артефакты (роговые, деревянные, костяные и металлические изделия), которые были отнесены к эскимосским культурам конца I — середины II тысячелетий н. э. бирнирк, пунук и туле
В период с 1985 по 1988 год Янская геологоразведочная экспедиция работала на Медвежьих островах. Один из её участников — старший научный сотрудник Института мерзлотоведения СО АН СССР С. Д. Разумов, отметил, что только два кигиляха уцелело на Четырёхстолбовом, от третьего остался небольшой останец, высота составляет приблизительно один метр. На том же острове в 1995 году Приленская экспедиция Центра арктической археологии и палеоэкологии человека Академии наук Республики Республики Саха (Якутия), возглавленная Ю. А. Мочановым, провела раскопки некоторых жилищ древних эскимосов, в ходе которых были обнаружены различные артефакты, в частности наконечники метательных орудий из камня, которые относятся к каменному веку.
На Четырёхстолбовом в 2021 годь вновь были проведены археологические изыскания — на этот раз сотрудники Института биологических проблем криолитозоны СО РАН, Института археологии и этнографии СО РАН, Якутского арктического научно-исследовательского центр, Национального парка «Ленские столбы» и государственного природного заповедника «Медвежьи острова». По итогам изысканий были обнаружены остатки 9 жилищ, 6 из которых находились в группах по 3 жилища в каждой. В жилищах были обнаружены фрагменты керамики и изделий из дерева, рога, кости и камня.

## Галерея

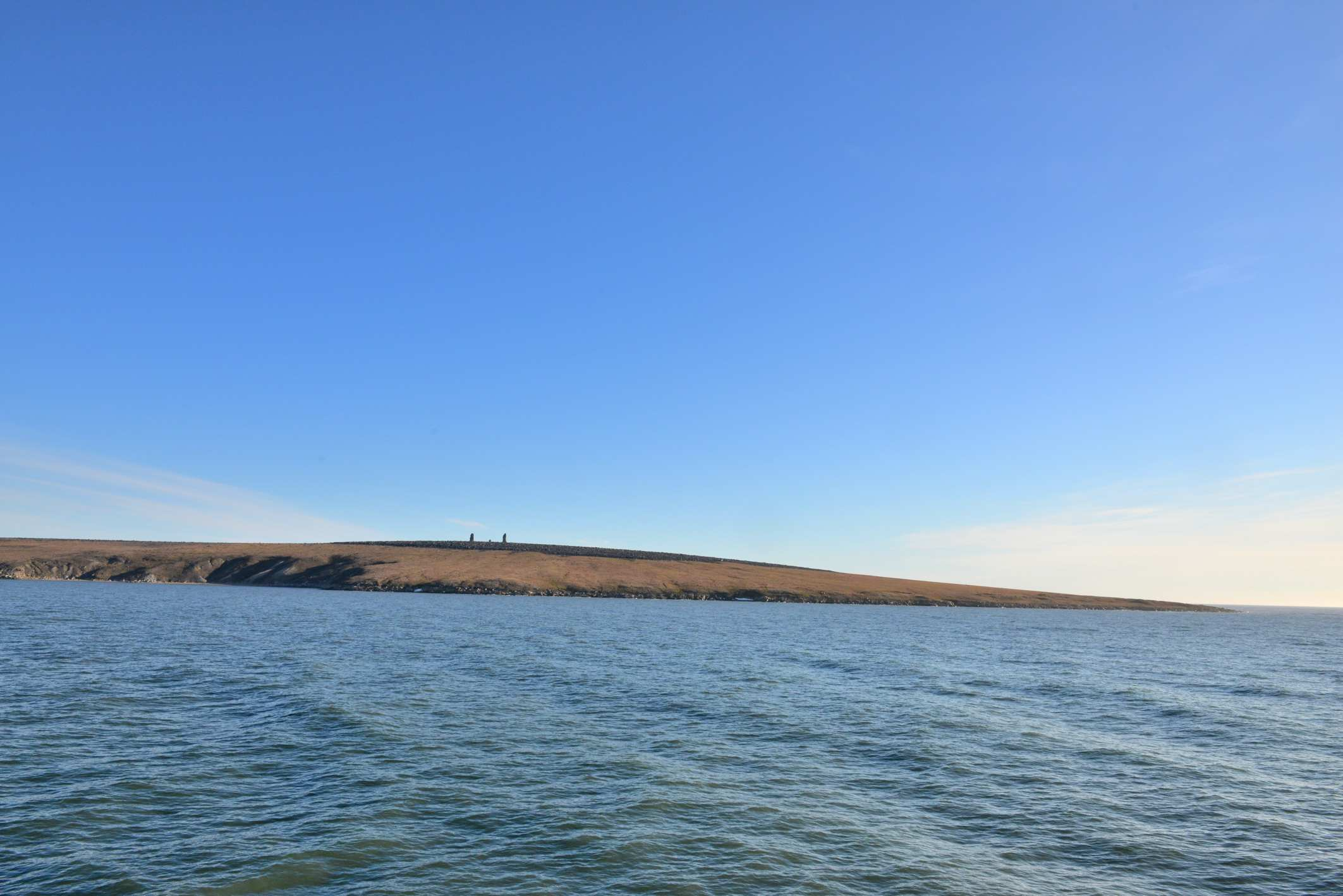
Остров Четырёхстолбовой
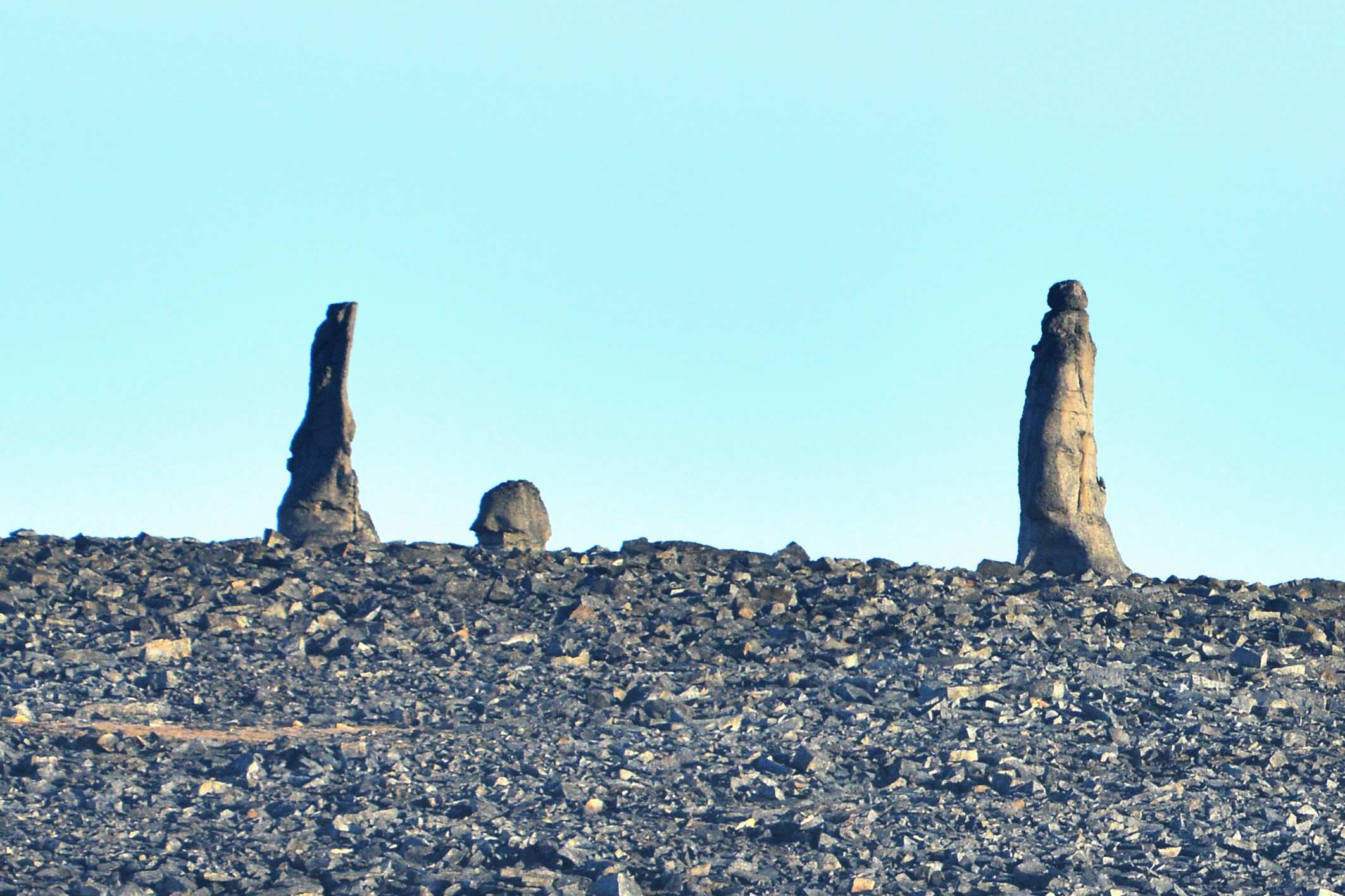
Кигиляхи на Четырёхстолбовом
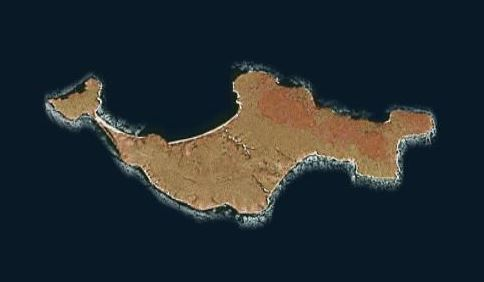
Спутниковый снимок Четырёхстолбового
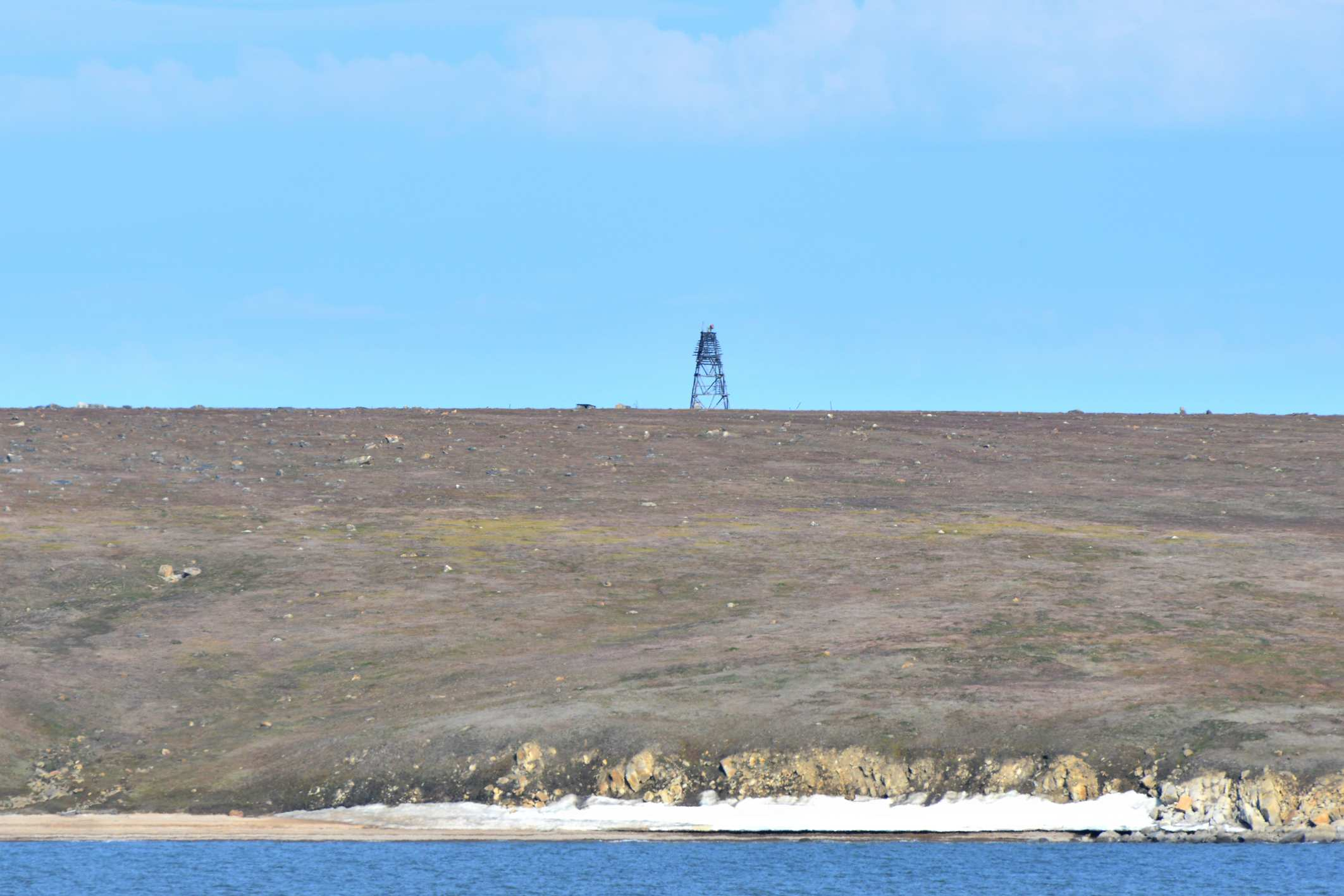
Остров Крестовский
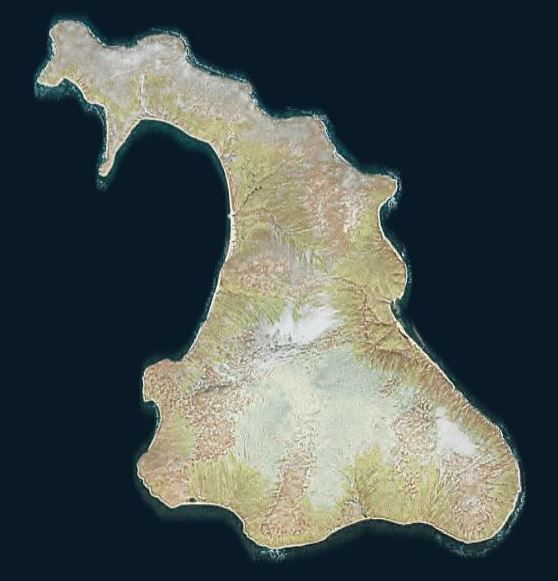
Спутниковый снимок Крестовского
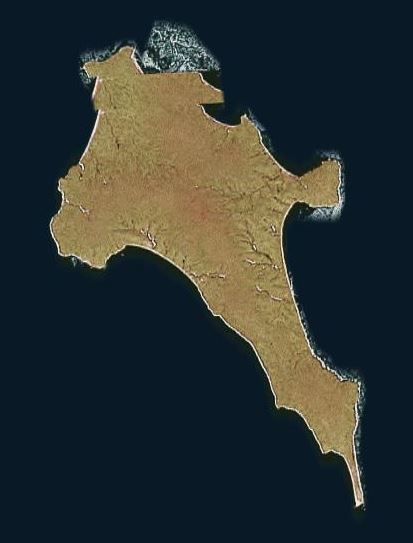
Спутниковый снимок острова Леонтьева
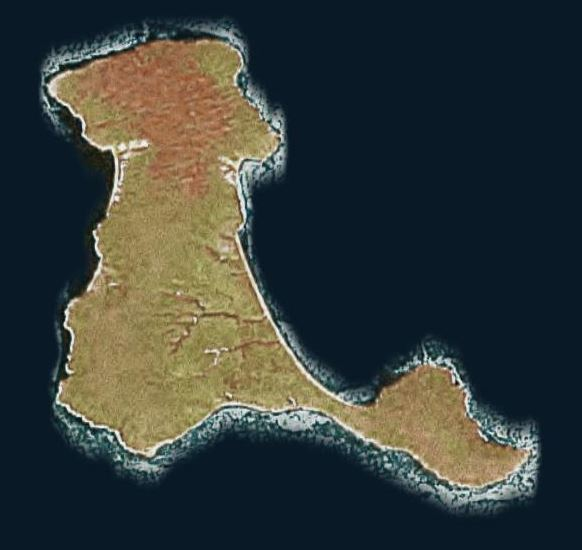
Спутниковый снимок острова Пушкарёва

### На русском языке
- Днепровский К. А., Дэвлет Е. Г. К вопросу о конструктивных особенностях жилищ древних эскимосов по материалам археологии, этнографии и изобразительным источника :  [рус.] // Проблемы истории, филологии, культуры. — 2017. — С. 210—251.
- Кириченко Н. П. О геологии острова Четырёхстолбового // Записки Горного института : журнал. — 1914. — Т. 5, № 2—3.
- Коробков А. А., Петровский В. В., Плиева Т. В., Ребристая О. В., Тараскина Н. Н., Толмачаев А. И., Юрцев В. А. Арктическая флора СССР: Критический обзор сосудистых растений, встречающихся в арктических районах СССР. Вып. 7. Семейства Papaveraceae - Cruciferae. — Ленинград: Наука, 1975.

### На иностранных языках
- Ferdinand von Wrangel. Reise des kaiserlich-russischen flotten-lieutenants Ferdinand v. Wrangel längs der nordküste von Sibirien und auf dem Eismeere, in den Jahren 1820 bis 1824 (нем.). — Voss, 1839. — Bd. 1.